# 聖盧西亞 (博阿科省)
聖盧西亞（西班牙語：Santa Lucía），是尼加拉瓜的城鎮，位於該國中部，由博阿科省負責管轄，始建於1904年8月6日，面積121平方公里，海拔高度587米，2005年人口8,254，人口密度每平方公里68.21人。
12°32′N 85°42′W / 12.533°N 85.700°W